# Stoke Bliss
Stoke Bliss est une paroisse civile et un village du Worcestershire, en Angleterre.